# Robert Williams III
Robert Lee Williams III (* 17. Oktober 1997 in Shreveport, Louisiana) ist ein US-amerikanischer Basketballspieler. Er steht bei den Portland Trail Blazers in der National Basketball Association (NBA) unter Vertrag. Williams ist 2,06 Meter groß und spielt auf der Position des Centers.

## Laufbahn
Der aus dem US-Bundesstaat Louisiana stammende Williams spielte als Schüler an der North Caddo High School in der Ortschaft Vivian. Im Juni 2015 gab er seinen Entschluss bekannt, ab 2016 an der Texas A&M University zu studieren und Basketball zu spielen. Er hatte auch Angebote von der Baylor University vorliegen, zudem hatte die Louisiana State University Interesse an ihm gezeigt.
In seinem Freshman-Jahr an der Texas A&M University (2016/17) wurde Williams als Verteidiger des Jahres in der Southeastern Conference (SEC) ausgezeichnet, nachdem er in 31 Einsätzen pro Partie 2,5 Würfe geblockt hatte und darüber hinaus 11,9 Punkte sowie 8,2 Rebounds je Begegnung erzielt hatte. Er entschied sich dagegen, bereits nach einem Jahr an der Uni den Sprung in die NBA zu versuchen und wollte in seiner Sophomore-Saison an der Texas A&M University seine basketballerische Entwicklung vorantreiben. Im Spieljahr 2017/18 stand er in 23 von 30 Einsätzen in der Startaufstellung und erzielte Mittelwerte von 10,4 Punkten, 9,2 Rebounds sowie 2,6 Blocks je Begegnung. Auch in der Saison 2017/18 wurde er als bester Verteidiger der SEC gekürt, musste sich diese Auszeichnung jedoch mit Chris Silva von der University of South Carolina teilen.
Ende März 2018 gab er bekannt, die Hochschule zu verlassen und am Draft-Verfahren der NBA im Juni 2018 teilnehmen zu wollen. Dort sicherten sich die Boston Celtics in der ersten Auswahlrunde an insgesamt 27. Stelle die Rechte an Williams.
2022 wurde Williams erstmalig in das NBA All-Defensive Second Team gewählt. Anfang Oktober 2023 wurde er von Boston an die Portland Trail Blazers abgegeben.

## Karriere-Statistiken

### NBA

#### Hauptrunde
| Saison  | Team     | GP  | GS | MPG  | FG % | 3P % | FT % | RPG | APG | SPG | BPG | PPG  |
| ------- | -------- | --- | -- | ---- | ---- | ---- | ---- | --- | --- | --- | --- | ---- |
| 2018–19 | Boston   | 32  | 2  | 8.8  | .706 | –    | .600 | 2.5 | 0.2 | 0.3 | 1.3 | 2.5  |
| 2019–20 | Boston   | 29  | 1  | 13.4 | .727 | –    | .647 | 4.4 | 0.9 | 0.8 | 1.2 | 5.2  |
| 2020–21 | Boston   | 52  | 13 | 18.9 | .721 | .000 | .616 | 6.9 | 1.8 | 0.8 | 1.8 | 8.0  |
| 2021–22 | Boston   | 61  | 61 | 29.6 | .736 | .000 | .722 | 9.6 | 2.0 | 0.9 | 2.2 | 10.0 |
| 2022–23 | Boston   | 35  | 20 | 23.5 | .747 | .000 | .610 | 8.3 | 1.4 | 0.6 | 1.4 | 8.0  |
| 2023–24 | Portland | 6   | 0  | 19.8 | .654 | –    | .778 | 6.3 | 0.8 | 1.2 | 1.2 | 6.8  |
| Gesamt  | Gesamt   | 215 | 97 | 20.5 | .729 | .000 | .660 | 6.9 | 1.4 | 0.7 | 1.7 | 7.3  |

#### Play-offs
| Saison  | Team   | GP | GS | MPG  | FG % | 3P % | FT %  | RPG | APG | SPG | BPG | PPG |
| ------- | ------ | -- | -- | ---- | ---- | ---- | ----- | --- | --- | --- | --- | --- |
| 2018–19 | Boston | 3  | 0  | 4.3  | .500 | –    | 1.000 | 2.3 | 0.0 | 0.0 | 0.0 | 1.3 |
| 2019–20 | Boston | 13 | 0  | 11.5 | .742 | .000 | .333  | 3.9 | 0.8 | 0.2 | 0.5 | 3.7 |
| 2020–21 | Boston | 3  | 0  | 15.3 | .643 | –    | .500  | 5.0 | 0.7 | 0.3 | 3.0 | 6.3 |
| 2021–22 | Boston | 17 | 15 | 23.2 | .679 | .000 | .893  | 6.2 | 1.0 | 0.7 | 2.2 | 7.7 |
| 2022–23 | Boston | 20 | 4  | 20.9 | .788 | .000 | .679  | 6.0 | 1.0 | 0.5 | 1.3 | 7.7 |
| Gesamt  | Gesamt | 56 | 19 | 18.2 | .729 | .000 | .742  | 5.3 | 0.9 | 0.4 | 1.4 | 6.3 |